# Manhattan Beach (California)
Manhattan Beach è una città situata a sud-ovest della contea di Los Angeles, in California. Nel 2000, anno dell'ultimo censimento, il numero di abitanti era 33.852.
È la "Newport beach" di The O.C., la celebre serie televisiva statunitense, girata a Manhattan Beach (invece che a Newport Beach) al fine di ridurre le spese di produzione.

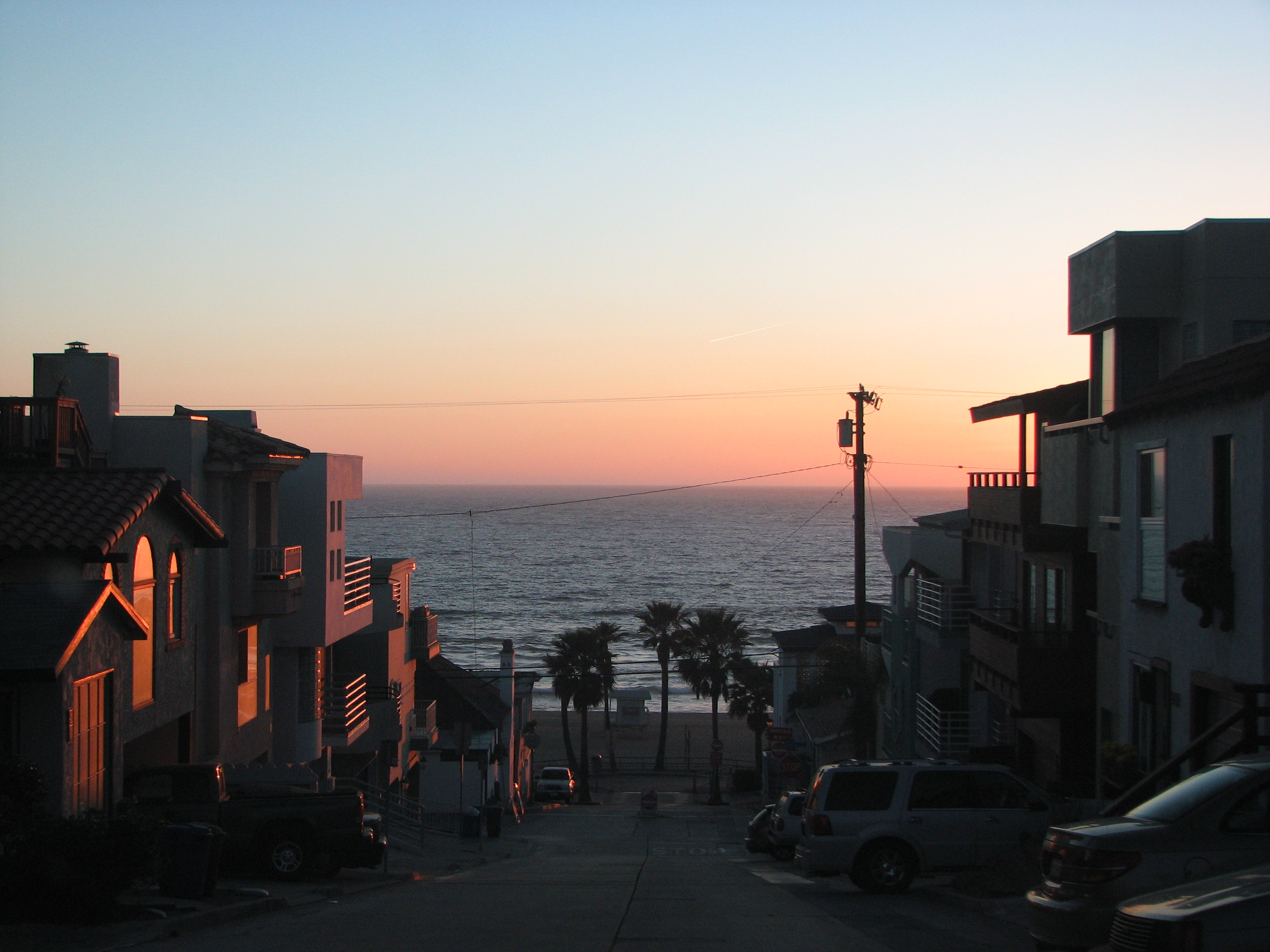
Case a Manhattan Beach